# Polizia amministrativa
La polizia amministrativa indica una funzione caratterizzata da un complesso di poteri attribuiti dalla legge alla pubblica amministrazione per garantire da turbative lo svolgimento delle attività disciplinate da una legge amministrativa, ovvero afferente al diritto amministrativo.

## Inquadramento ed attività
Storicamente si definiva polizia amministrativa come quel corpo dedito alle attività di prevenzione non riferibili all'attività di polizia giudiziaria, tra le quali: polizia stradale, polizia annonaria, polizia commerciale, polizia edilizia, polizia urbana e rurale.
Essa svolge attività preventive e repressive, a carattere accessorio e strumentale all'attività di amministrazione attiva, che si esplica attraverso la regolamentazione di determinate attività, il rilascio di permessi per lo svolgimento delle medesime, l'imposizione di sanzioni amministrative in caso di violazioni.

## Nel mondo

### Italia
in Italia il ruolo e la funzione della nozione di polizia amministrativa viene invece in gioco in occasione della cosiddetta "seconda regionalizzazione", ossia con il secondo consistente trasferimento di funzioni alle Regioni e agli altri enti locali avvenuto durante gli anni settanta, che venne disposto tramite Decreto del Presidente della Repubblica 24 luglio 1977 n. 616.
Il Decreto legislativo 112/1998 precisò, all'art. 1 che: